# Jürgenstorf (Niedersachsen)
Jürgenstorf ist ein Ortsteil der Gemeinde Lüdersburg im Landkreis Lüneburg in Niedersachsen.

## Geografie und Verkehrsanbindung
Der Ort liegt nordöstlich des Kernortes Lüdersburg an der Landesstraße L 219. Etwa 2 km nordöstlich erstreckt sich der Ahrenschulter See. Der langgestreckte See ist eine Verbreiterung der Bruchwetter. Dieser Vorfluter zur Entwässerung der östlichen Elbmarsch kommt aus dem Gartzer Bruch und mündet westlich von Echem in die Neetze.

## Geschichte
Jordenesthorpe wurde 1328 erstmals urkundlich erwähnt. Es gehörte zum Lehen der Edlen von Wittorf, die auf Gut Lüdersburg residierten.

### Einwohnerentwicklung
| Jahr      | 1910 | 1925 | 1933 | 1939 |
| --------- | ---- | ---- | ---- | ---- |
| Einwohner | 223  | 221  | 213  | 216  |